# Cophura dora
Cophura dora är en tvåvingeart som beskrevs av Pritchard 1943. Cophura dora ingår i släktet Cophura och familjen rovflugor. Inga underarter finns listade i Catalogue of Life.